# Instinkttheorie
Als Instinkttheorie, präziser: als „physiologische Theorie der Instinktbewegungen“, bezeichneten die Vertreter der klassischen vergleichenden Verhaltensforschung (Ethologie) ein Gesamtkonzept, mit dessen Hilfe sie sämtliche beobachtbaren und als angeboren gedeuteten Verhaltensweisen der Tiere unter einem einheitlichen Gesichtspunkt betrachteten. Die Instinkttheorie wurde in den 1930er-Jahren vor allem von Konrad Lorenz und Nikolaas Tinbergen ausgearbeitet und basiert auf der Annahme, das Verhalten der Tiere werde durch klar gegeneinander abgrenzbare Instinkte verursacht und gelenkt. „Die konkreten Modellvorstellungen, die schon frühzeitig – vor allem im Hinblick auf die inneren ‚Antriebsenergien‘ – heftig kritisiert worden sind, haben heute nur noch historische Bedeutung.“

## Modelle zur Erklärung von Verhalten
Ein Gesamtkonzept wie die physiologische Theorie der Instinktbewegungen erlaubt es zum einen, bestimmte, im Experiment gewonnene Beobachtungen mit anderen Beobachtungen in Beziehung zu setzen und hierdurch unter Umständen Zusammenhänge zwischen völlig unterschiedlichen Phänomenen zu entdecken. Zum anderen können – umgekehrt – aus den Grundannahmen einer Theorie heraus Vorhersagen und Gesetzmäßigkeiten abgeleitet werden, die Anstoß für neue Fragestellungen und Experimente geben. In diesem Sinne bereitete die Instinkttheorie letztlich auch der Soziobiologie und der Verhaltensökologie den Weg.
Der große Vorteil einer umfassend ausformulierten Theorie ist zudem, dass man mit ihrer Hilfe anschauliche Modelle konstruieren kann. Die Aussagen und Ergebnisse der klassischen vergleichenden Verhaltensforschung fanden gerade dank solcher Modelle weit über das akademische Fach Biologie hinaus Beachtung und bis heute Eingang in die Lehrpläne der Schulen.
Eine Besonderheit der von Konrad Lorenz vertretenen Theorie war, dass er von einer strikten Dichotomie von angeborenem und gelerntem Verhalten ausging, wobei er das angeborene Verhalten als starr, unveränderlich und auch unter stammesgeschichtlichem Blickwinkel nicht als Vorstufe von gelerntem, also durch Erfahrung modifiziertem Verhalten ansah. Heute gilt hingegen als gesichert, dass auch angeborene Verhaltensweisen durch Erfahrung – durch Lernen – verändert werden können.

### Das psychohydraulische Instinktmodell

Das „psychohydraulisches Instinktmodell“ nach Konrad Lorenz

Mit Hilfe des von ihm so benannten „psychohydraulischen Instinktmodells“ veranschaulichte Konrad Lorenz sein Prinzip der doppelten Quantifizierung, demzufolge die Intensität einer Instinkthandlung sowohl von inneren als auch von externen, die Verhaltensweise auslösenden Faktoren abhängt: Eine Instinktbewegung ist ihm zufolge das Ergebnis einer spontan ansteigenden (inneren) Handlungsbereitschaft (Wasserstand im Gefäß), die von einer im Nervensystem produzierten aktionsspezifischen Energie (Zufluss) gespeist wird. Ausgelöst wird die Instinktbewegung (abfließendes Wasser) normalerweise durch einen (externen) Schlüsselreiz (Gewicht), der aber erst eine Reizschwelle (Feder, die das Ventil gegen die Abflussöffnung drückt) überwinden muss. Zwischen Reiz und Reaktion vermittelt schließlich noch ein angeborener Auslösemechanismus.
Zwar ist die Stärke der inneren Handlungsbereitschaft einer direkten Messung nicht zugänglich; Reaktionsstärke und Reizstärke können aber quantitativ bestimmt werden und erlauben damit einen Rückschluss auf die Menge (die „Höhe“) der spezifischen Antriebsenergie.
Dem Modell zufolge besteht ein Zusammenhang zwischen Reaktionsstärke einerseits und der Stärke der Reize und inneren Faktoren andererseits:
- Je stärker ein Reiz ist, umso stärker fällt die Reaktion aus.
- Je stärker der innere Antrieb (die Motivation) ist, umso stärker fällt die Reaktion aus.
- Ein sehr starker Reiz kann auch bei fehlender Motivation eine Reaktion auslösen.
- Eine sehr hohe Motivation kann auch bei fehlendem Reiz eine Reaktion auslösen.

Beispiel: Die Aufnahme von Nahrung ist abhängig von zwei Einflussgrößen: zum einen von den äußeren Bedingungen, d. h. von der Attraktivität der vorhandenen Nahrungsmittel; zum anderen von den inneren Bedingungen, d. h. vom Hungergefühl. Bei großem Hunger wird auch relativ unattraktive Nahrung aufgenommen; bei sehr kleinem Hunger wird allenfalls noch extrem attraktive Nahrung aufgenommen.
Eine Intentionsbewegung (Andeutungsbewegung) ist eine schwache Reaktion, die durch schwache Reize beziehungsweise eine geringe Antriebsenergie ausgelöst werden kann. „Sie ist Ausdruck der jeweiligen Stimmungslage eines Tieres und kann damit der gegenseitigen Verständigung von Artgenossen dienen, indem sie die Bereitschaft zu einer bestimmten Handlung anzeigt.“
Beispiel: Nähert sich eine Person auf einer Brücke einer Gruppe von Möwen, die nebeneinander auf dem Brückengeländer sitzen, so fliegen die der Person am nächsten sitzenden davon, weiter entfernt sitzende Möwen wippen ein bisschen hin und her (= Intentionsbewegungen), und noch weiter entfernt sitzende Möwen zeigen (noch) keine erkennbare Reaktion.
Wird eine Instinktbewegung – der Instinkttheorie zufolge – längere Zeit nicht durchgeführt, „senkt sich nach längerem Nichtgebrauch nicht nur die Schwelle der Reize, die eine bestimmte Bewegungsweise auslösen, vielmehr versetzt die ungebrauchte Verhaltensweise den Organismus als Ganzes in Unruhe und veranlaßt ihn, aktiv nach den sie auslösenden Reizkombinationen zu suchen.“ Nach der von Wallace Craig geprägten Bezeichnung appetitive behaviour (abgeleitet von lat. appetens, „begierig nach etwas sein“) bezeichnete Lorenz diese Verhalten als Appetenzverhalten. Führt diese Suche nicht zum Erfolg, staut sich Lorenz zufolge soviel aktionsspezifische Energie auf, dass die Instinktbewegung infolge einer Schwellenwerterniedrigung auch ohne auslösenden Schlüsselreiz ausgeführt wird. Konrad Lorenz war der erste Forscher, der solche Instinktbewegungen ohne Auslöser beschrieb und als Leerlaufhandlungen bezeichnete.
Schließlich gehören zum Konzept der Instinkttheorie noch Instinktbewegungen, die in Konfliktsituationen spontan auftreten – wenn zum Beispiel zwei unterschiedliche Reize zugleich auf das Individuum einwirken – und vom Beobachter als den Reizen nicht angemessen gedeutet werden; das Individuum reagiert also weder mit der vom einen noch der vom anderen Reiz üblicherweise ausgelösten, arteigenen Instinktbewegung, sondern mit einer dritten, genannt Übersprungbewegung.
1978 modifizierte Konrad Lorenz sein Modell: Der bis dahin einzige Zufluss wurde durch mehrere Zuflüsse (äußere Reize) ersetzt, wobei jeder Zufluss allein zu keiner Verhaltensweise führt, wohl aber deren Summe. Das Gewicht, welches den Schlüsselreiz symbolisierte, wurde durch einen Becher mit Wasser ersetzt, der die Tankfüllung bzw. den Wasserdruck erhöht und damit das Ventil öffnet. In dieser modifizierten Version wurden somit exogene Faktoren, die auf die Motivation wirken, berücksichtigt.

### Das kybernetische Modell

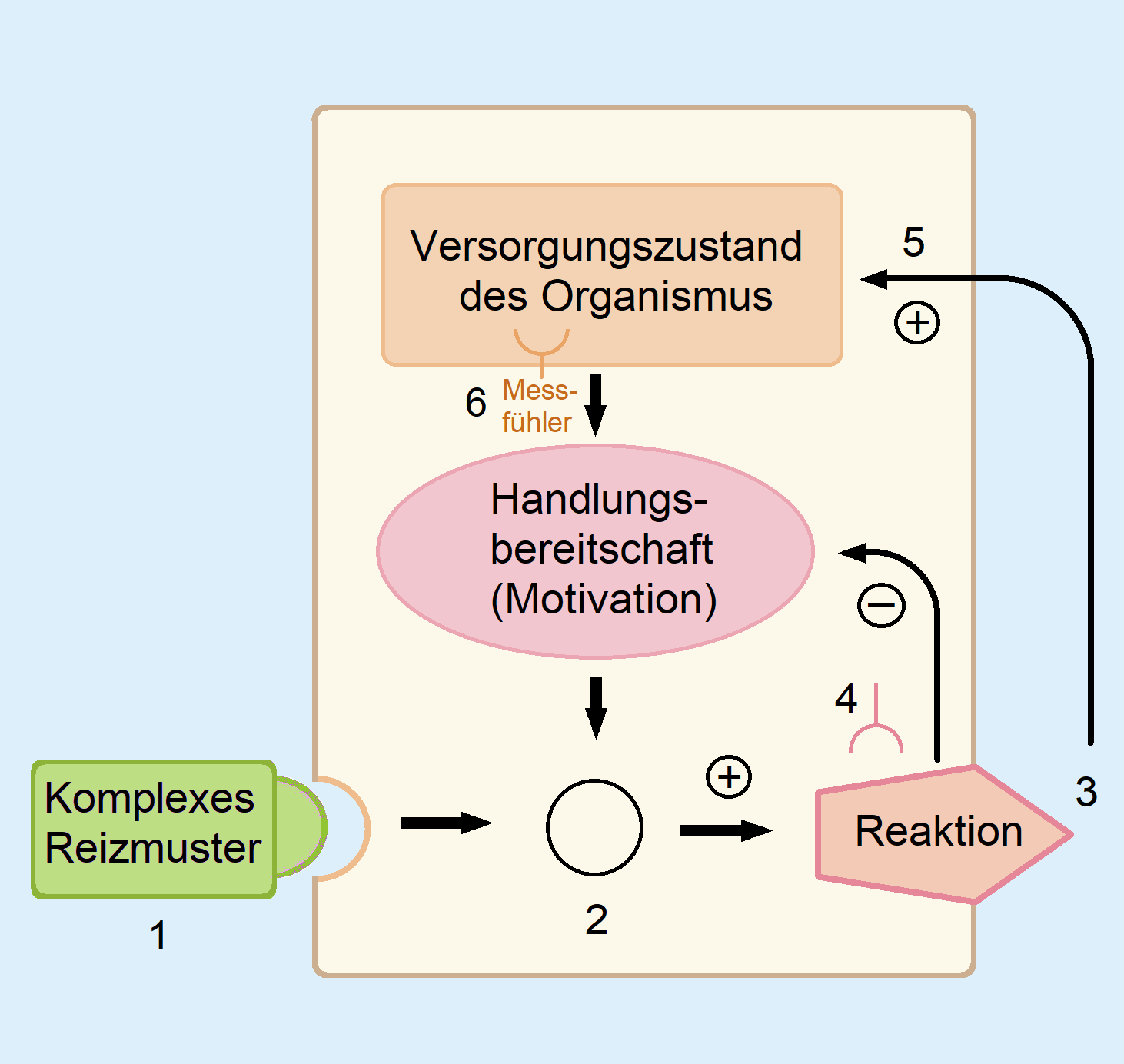
Vereinfachtes, idealisiertes Funktionsschaltbild für die Steuerung des Verhaltens bei der Nahrungsaufnahme zum Beispiel eines Hundes.
Nach Hassenstein (1973)

Angelehnt an das psychohydraulische Instinktmodell von Konrad Lorenz hat Bernhard Hassenstein ein kybernetisches Modell über den Aufbau komplexer Verhaltensabläufe entwickelt. In seinem Buch Verhaltensbiologie des Kindes hat er 1973 die Steuerung des Verhaltens von Tieren am Beispiel von Ernährung und Fortpflanzung mit Hilfe mehrerer Schaltbilder veranschaulicht. Hassenstein fasste darin zum einen das allein aus innerem Antrieb auftretende, ungerichtete Suchen nach dem angestrebten Objekt und die gezielte Annäherung an dieses Objekt als Appetenzverhalten zusammen. Zum anderen grenzte er das Appetenzverhalten gegen jene Verhaltensweise ab, die die Annäherung abschließt – die sogenannte Endhandlung. Appetenzverhalten und Endhandlung werden dem Modell zufolge vom gleichen Antrieb gesteuert, jedoch wirkt nur die Endhandlung auf den Antrieb zurück. Im Unterschied zum (zumindest anfänglichen) Appetenzverhalten wird die Endhandlung zudem – über einen angeborenen Auslösemechanismus – auch von Umweltreizen ausgelöst.
Beispiel: Verhaltenssteuerung der Nahrungsaufnahme:

Der äußere Reiz, d. h. die Nahrung, (1) wird im Koinzidenzelement (2) mit der Stärke der Motivation verrechnet. Sind beide hoch genug, wird das Verhalten der Nahrungsaufnahme ausgelöst (3). Über einen Fühler (4) wird das Ausführen des Verhaltens an das Instinktzentrum zurückgemeldet und die Motivation gesenkt. Zugleich werden dem Körper durch die Nahrungsaufnahme Nährstoffe zugeführt (5), dies erhöht die Regelgröße, d. h. den Versorgungszustand. Ein Messfühler (6) registriert den Versorgungszustand und leitet den Wert an das Instinktzentrum weiter, das den Wert „auswertet“ und die Motivation zur Nahrungsaufnahme bestimmt. D. h., dass bei einem ausreichenden Versorgungszustand und – in gewissem Maße – auch bei länger anhaltendem „Ausführen des Verhaltens der Nahrungsaufnahme“, siehe Fühler (4), welcher (und welches) die Motivation verringert(/-n), der äußere Reiz (Attraktivität) der Nahrung entsprechend stark sein muss, um im Koinzidenzelement das Verhalten der (weiteren) Nahrungsaufnahme auszulösen. Verschlechtert sich der Versorgungszustand (wieder), meldet der Messfühler (6) dies an das Instinktzentrum, woraufhin die Motivation zur Nahrungsaufnahme (wieder) steigt, womit auch der äußere Reiz der Nahrung entsprechend geringer sein „darf“, damit die Nahrung als attraktiv genug zur Nahrungsaufnahme eingestuft wird.
Während man selbst beim Menschen für Antriebe wie Hunger und Durst, die im Zusammenhang mit Stoffwechselvorgängen im Körper stehen, aber auch für Müdigkeit und „sexuelle Appetenz“ Verhaltensweisen beschreiben kann, die die Funktion von Endhandlungen erfüllen (Essen, Trinken, Schlafen, Geschlechtsverkehr oder Masturbation), sperren sich andere Verhaltensweisen gegen eine Einbindung in dieses Modell: „Auf Verhaltensabläufe, wie wir sie beim Nestbau, bei der Körperpflege, beim Erkunden, beim Kampf, bei der Flucht beobachten, ist dieses Modell dagegen nicht anwendbar, da sich bei diesen Verhaltensfolgen keine Verhaltensweise als Endhandlung mit einer entsprechenden Rückwirkung auf den Antrieb interpretieren lässt.“

## Die Instinkttheorie aus heutiger Sicht
Die Erkenntnisse der Neuropsychologie und der Hirnforschung haben spätestens seit den 1970er-Jahren deutlich gemacht, dass die Steuerung von Verhalten wesentlich komplexer ist, als in den Modellen von Lorenz und Hassenstein dargestellt. Vor allem Lorenz’ Triebstaumodell gilt heute als überholt, da dessen zentrale Grundannahme – die Existenz von aktionsspezifischen Energien – durch die Methoden der Neurobiologie nicht verifiziert werden konnte: Das Modell hat „keine Entsprechung im Organismus“ (Franz Huber, 1988). Daher hatte Klaus Immelmann bereits 1986 gewarnt:

„Selbstverständlich darf ein solches Instinktmodell aus der Frühzeit der vergleichenden Verhaltensforschung – was häufig vergessen wurde – wirklich nur als Modell verstanden werden. Es vermag keineswegs eine echte Erklärung der zugrundeliegenden Vorgänge zu geben und soll lediglich darauf hinweisen, dass es im Verhalten über- und untergeordnete Instanzen gibt [...].“

Ähnlich distanziert äußerte sich 1988 der britische Verhaltensforscher Robert Hinde in einer Festschrift zum 85. Geburtstag von Konrad Lorenz über dessen „‚psycho-hydraulisches‘ Energie-Modell der Motivation“, mit dem Hinde erstmals 1950 in einem Vortrag von Lorenz konfrontiert worden war:

„Ich war von dieser Idee enorm beeindruckt. Sie schien so viele Fakten des Verhaltens von Tieren zu vereinen und regte zu systematischen Experimenten an. Als es mir möglich wurde, mit eigenen Untersuchungen [...] zu beginnen, beschloß ich die Dimensionen des ‚Reservoirs‘ dieses Modell auszumessen. Heute kann man naürlich sagen, daß dieses Vorhaben naiv war [...]. Daß meine Ergebnisse dazu führten, daß ich das Modell verwarf, tut hier nichts zur Sache – die Geschichte führte, glaube ich, zu einem besseren Verstehen der Vielschichtigkeit der Prozesse, die sich abspielen, wenn ein Tier mit einem Reiz konfrontiert wird.“

Wolfgang Wickler, ein Schüler von Konrad Lorenz, merkte 1990 sogar an:

„Die aktionsspezifische Energie erwies sich als modernes Phlogiston und das psychohydraulische Modell trotz raffinierter Veränderungen als untauglich, die Bereitschafts- und Zustandsänderungen im Tier adäquat abzubilden.“

Eine eingehende Begründung blieb Wickler schuldig, sie wurde 1992 aber von der Bonner Verhaltensbiologin und Lorenz-Schülerin Hanna-Maria Zippelius nachgeliefert. Prekär an der Instinkttheorie sei, dass die Gefahr von Zirkelschlüssen bestehe: Dann nämlich, wenn nur untersucht werde, was aus den Grundannahmen der Theorie abzuleiten sei, und wenn die Ergebnisse danach einzig im Licht der theoretischen Annahmen gedeutet würden. So machte Zippelius 1992 beispielsweise in ihrem Buch Die vermessene Theorie darauf aufmerksam, dass die von Konrad Lorenz in die Verhaltensbiologie eingeführte Leerlaufhandlung einerseits eine unmittelbare Folge der Instinkttheorie sei, andererseits aber auch zu ihrer Bestätigung diene. Ähnlich verhalte es sich mit der von Lorenz und anderen postulierten Übersprungbewegung.
Zippelius' Buch führte 1992/93 es zu einer nennenswerten öffentlichen Debatte über diese Problematik, da sie für diese Publikation diverse klassische Verhaltensstudien wiederholt hatte und danach zu dem Schluss gelangt war, dass von einer glaubwürdigen experimentellen Grundlage der Arbeitsergebnisse von Lorenz (und auch von Nikolaas Tinbergen) nicht gesprochen werden könne. Einige Ergebnisse der Studien von Zippelius legten – ihrer Einschätzung zufolge – sogar den Verdacht nahe, dass Lorenz und Tinbergen experimentelle Daten selektiv veröffentlichten oder wegließen, damit sie zu ihrer Theorie „passten“. Zur Abwendung von Lorenz trug auch bei, dass er zeitlebens das evolutionsbiologische Konzept der Arterhaltung verteidigte.
Lorenz’ Instinkttheorie des Verhaltens war in den 1930er-Jahren auf der Basis relativ weniger und zudem anfangs eher anekdotisch interessanter Tierbeobachtungen entstanden. Es fehlte – vergleichbar mit den Theorien Sigmund Freuds – von Beginn an eine breite empirische Unterstützung der Theorie. Daher wurde die Instinkttheorie – Zippelius zufolge – zu einem herausragenden Beispiel für das Erzeugen von Pseudoerklärungen innerhalb einer Wissenschaftsdisziplin: So sei beispielsweise die Übersprungbewegung eine unmittelbare Folge der Lorenz'schen Grundannahme, im Konfliktfall setze sich jeweils der „stärkere“ von zwei gleichzeitig aktivierten Instinkten im Verhalten durch; da jedoch der Fall zweier genau gleich stark aktivierter Instinkte denkbar sei, habe der Instinkttheorie eine Art Kompromiss für diesen Spezialfall beigegeben werden müssen – die Übersprungbewegung sei somit eher eine Konsequenz der Theorie als das Ergebnis empirischer Befunde. Die sehr wenigen „empirischen Belege“ seien dann rasch „entdeckt“ oder – genauer gesagt – bestimmte Beobachtungen im Licht der theoretischen Annahmen entsprechend gedeutet worden.
- Ein häufig angeführtes und oft auch auf den Menschen übertragenes Beispiel[18] sind zwei Hähne, die ihre „Hackordnung“ auskämpfen, und einer von ihnen pickt plötzlich auf dem Boden herum, als würde er Futter aufnehmen. Dieses Pickverhalten kann vor dem Hintergrund der Instinkttheorie gedeutet werden als Ausdruck eines gleich starken Aggressions- und Flucht-Instinkts, was als Übersprungbewegung Futterpicken hervorruft. Es kann aber beispielsweise auch – und aus Sicht der Verhaltensökologie sehr viel plausibler – als soziales Signal gedeutet werden, das dem Rivalen möglicherweise anzeigt, dass der pickende Hahn sich so überlegen fühlt, dass er selbst in dieser prekären Situation noch Futter aufnehmen kann.

- Ähnlich ist die von Lorenz bei einem von Hand aufgezogenen Star „entdeckte“ Leerlaufhandlung (Fliegenfangen ohne ersichtliche Fliege)[19] eine Folge der Behauptung, dass Instinktenergien stetig vom Körper produziert werden; das hat Lorenz 1978 sogar selbst eingeräumt, als er davon schrieb, „Leerlaufaktivitäten“ seien „theoretisch zu fordernde Epiphänomene der Instinktbewegung.“[20] Geht der Beobachter hingegen von der theoretischen Überlegung aus, dass ein Verhalten dann und nur dann auftritt, wenn die Bereitschaft und die spezifische Umweltsituation gegeben ist, dann müsste er „Überlegungen darüber anstellen, ob er die auslösende Situation nur unvollständig beschrieben hat.“[17] Zudem seien (im wörtlichen Sinne) ins Leere laufende Instinkthandlungen „dysteleonomisch“, d. h. ihr Entstehen aus evolutionsbiologischer Sicht unerklärlich: Selbst eine  Pollution dient ja noch der Entsorgung überalterter Spermien.

Obsolet geworden ist die Lorenz'sche Instinkttheorie allerdings nicht allein aufgrund wissenschaftstheoretischer Mängel, sondern vor allem weil die moderne Hirnforschung keinerlei physiologisches Korrelat zu den unterstellten Instinkten auffinden konnte. Daher geriet die von Lorenz repräsentierte Forschung – wie die Schweizer Wissenschaftshistorikerin Tania Munz in einer Studie über die Gans Martina schrieb – im „wissenschaftliche Klima“ der 1980er-Jahre „ins Abseits“. Seine Biografen, Klaus Taschwer und Benedikt Föger, hoben zudem hervor, Lorenz’ Untersuchungsmethoden seien „auch deshalb rar geworden, weil sie viel zu aufwendig sind, ehe sie Ergebnisse zeitigen. Das Verhaltensrepertoire eines Tieres zu beschreiben, nimmt Jahre in Anspruch – im Forschungsbetrieb des 21. Jahrhunderts mit seiner Maxime des ‚publish or perish‘, also des ‚Publizierens oder Verlierens‘, ein schieres Ding der Unmöglichkeit.“

## Belege
1. ↑  Konrad Lorenz: Vergleichende Verhaltensforschung. Grundlagen der Ethologie. Springer, Wien und New York 1978, S. 5, ISBN 978-3-7091-3098-8.
2. ↑  Peter Kuenzer: Das Schlüsselreizkonzept der klassischen Ethologie aus heutiger Sicht. In: Gerd-Heinrich Neumann und Karl-Heinz Scharf (Hrsg.): Verhaltensbiologie in Forschung und Unterricht. Ethologie – Soziobiologie – Verhaltensökologie. Aulis Verlag Deubner, Köln 1994, S. 36–37, ISBN 3-7614-1676-8.
3. ↑  Ingo Brigandt: The Instinct Concept of the Early Konrad Lorenz. In: Journal of the History of Biology. Band 38, 2005, S. 571–608, 2005, doi:10.1007/s10739-005-6544-3, Volltext (PDF).
4. ↑  John Alcock: Das Verhalten der Tiere aus evolutionsbiologischer Sicht. G. Fischer, Stuttgart, Jena und New York 1996, S. 24, ISBN 978-3-437-20531-6.
5. 1 2 3  Konrad Lorenz: Vergleichende Verhaltensforschung. Grundlagen der Ethologie, S. 143.
6. ↑  Konrad Lorenz: Über den Begriff der Instinkthandlung. In: Folia Biotheoretica. Band 2, Nr. 17, 1937, S. 17–50, Volltext (PDF).
7. ↑  Eintrag Intentionsbewegung in: Klaus Immelmann: Grzimeks Tierleben, Ergänzungsband Verhaltensforschung. Kindler Verlag, Zürich 1974, S. 629.
8. ↑  Konrad Lorenz: Vergleichende Verhaltensforschung. Grundlagen der Ethologie, S. 104.
9. ↑  Bernhard Hassenstein: Verhaltensbiologie des Kindes. 6. Auflage. Edition MV-Wissenschaft, Münster 2006, S. 207, ISBN 978-3-938568-51-4. (Erstauflage: Piper, München und Zürich 1973).
10. ↑  Hanna-Maria Zippelius: Die vermessene Theorie. Eine kritische Auseinandersetzung mit der Instinkttheorie von Konrad Lorenz und verhaltenskundlicher Forschungspraxis. Vieweg, Braunschweig und Wiesbaden 1992, S. 239, ISBN 3-528-06458-7.
11. ↑  Wolfgang Schleidt (Hrsg.): Der Kreis um Konrad Lorenz. Ideen, Hypothesen, Ansichten. Paul Parey, Berlin und Hamburg 1988, S. 67, ISBN 3-489-63336-9.
12. ↑  Klaus Immelmann et al.: Was ist Verhalten. In: Funkkolleg Psychobiologie. Studienbegleitbrief 1. Beltz, Weinheim 1986, S. 29.
13. ↑  Konrad Lorenz: The comparative method in studying innate behavior patterns. In: Symposia of the Society for Experimental Biology. Band 4: Physiological mechanisms in animal behavior. Cambridge University Press, Cambridge 1950, S. 221–268, Volltext (PDF)
14. ↑  Wolfgang Schleidt (Hrsg.): Der Kreis um Konrad Lorenz, S. 61.
15. ↑  Wolfgang Wickler: Von der Ethologie zur Soziobiologie. In: Jost Herbig, Rainer Hohlfeld (Hrsg.): Die zweite Schöpfung. Geist und Ungeist in der Biologie des 20. Jahrhunderts. Hanser, München 1990, S. 176, ISBN 3-446-15293-8.
16. ↑  Hanna-Maria Zippelius: Die vermessene Theorie. Eine kritische Auseinandersetzung mit der Instinkttheorie von Konrad Lorenz und verhaltenskundlicher Forschungspraxis. Vieweg, Braunschweig und Wiesbaden 1992, ISBN 3-528-06458-7.
17. 1 2  Hanna-Maria Zippelius, Die vermessene Theorie, S. 71.
18. ↑  Wozu Übersprungshandlungen eigentlich gut sind. Auf welt.de vom 27. Juni 2013.
19. ↑  Konrad Lorenz: Vergleichende Verhaltensforschung. Grundlagen der Ethologie, S. 102.
20. ↑  Konrad Lorenz: Vergleichende Verhaltensforschung. Grundlagen der Ethologie, S. 5.
21. ↑  Tania Munz: „My Goose Child Martina“: The Multiple Uses of Geese in the Writings of Konrad Lorenz. In: Historical Studies in the Natural Sciences. Band 41, Nr. 4, 2011, S. 405–446 [hier S. 411], ISSN 1939-1811, doi:10.1525/hsns.2011.41.4.405.
22. ↑  Klaus Taschwer und Benedikt Föger: Konrad Lorenz. Biographie. Zsolnay, Wien 2003, S. 289, ISBN 3-552-05282-8.